# Xanadu (filme)
Xanadu é um filme musical estadunidense de 1980 estrelado por Olivia Newton-John e Gene Kelly. 

## Sinopse
O filme conta a história sobre um jovem pintor, inspirado por uma musa a abrir, junto com um empresário aposentado, a boate-disco que dá título ao filme.

## Produção
Xanadu teve sua pré-produção iniciada com um musical para faturar na moda do Roller Disco, modalidade de patinação artística com música disco, muito popular no final dos anos 70. Porém, outros estúdios se adiantaram e produziram filmes semelhantes, como Roller Boogie, da United Artists, e Skatetown, U.S.A., da Columbia Pictures. A partir daí, Xanadu começou a ser trabalhado como um filme que iria misturar elementos dos anos 40, como as Big Bands, com elementos dos anos 70 e 80, como sintetizadores, patins e disco music. A partir daí, o elenco começou a ser formado.
Em meados de 1978, Olivia Newton-John teve sua carreira alavancada com o sucesso de Grease - Nos Tempos da Brilhantina. Entre os projetos oferecidos estava o de Xanadu. Ela aceitou, e a produção logo recebeu status, graças à fama de sua protagonista. O mesmo aconteceu com seu par romântico, Michael Beck. Após ser revelado em outro filme do produtor Joel Silver, The Warriors, Beck foi convidado por Silver para ser um dos protagonistas do novo projeto.
Logo após, os produtores contataram Gene Kelly para ser um dos protagonistas. Kelly, uma lenda viva do cinema musical, astro de filmes como Cantando Na Chuva, aceitou o papel pelo fato das locações serem perto de sua casa, e, assim, poderia trabalhar sem se afastar da família.
As filmagens começaram em meados de 1979. Porém, muitos problemas atingiram a equipe de produção: o principal deles era a falta de um roteiro pronto. Os roteiristas eram obrigados a reescrever cenas o tempo todo, o que afetou diretamente o trabalho dos atores, e a qualidade do filme. Outro problema foi o orçamento, antes modesto, e que acabou saindo do controle com a adição de grandes efeitos especiais, campanhas publicitárias excessivas (antes mesmo do término das filmagens) e a construção de um set que custou mais de $1 milhão.

### Lançamento
Com o término das filmagens, começou-se um grande esquema publicitário, que envolveu desde programas especiais de Making Of sendo exibidos na TV, até lojas vendendo roupas inspiradas nos figurinos do filme. Porém, o que mais divulgou o filme foi sua trilha sonora, um grande sucesso na época.

## Recepção

### Público
O filme foi lançado nos EUA no dia 8 de agosto de 1980. Em seu primeiro final de semana, arrecadou $1,471,595, em 249 cinemas. Estima-se que o total da bilheteria, nos EUA, tenha sido de $22,762,571, contra um orçamento de pouco mais de $20,000,000. Ou seja, o filme, apesar de ter coberto seus custos, não deu grande lucro nos EUA. Posteriormente, ao ser lançado no mercado de vídeo e, eventualmente, em DVD, rendeu mais $10,000,000 em locações e vendas.
Fora dos EUA, o filme teve resultados melhores. Fez boas bilheterias em países como Austrália, Japão, Alemanha e Brasil.

### Crítica
A crítica americana foi unânime ao classificar o filme como insosso, mal-dirigido e anêmico. O crítico Roger Ebert afirmou: "Xanadu é uma fantasia musical sem-graça e fraca, tão sem substância que constantemente evapora sob nossos olhos."
No entanto, com o passar do tempo, e com tudo relativo aos anos 80 voltando à moda, a crítica reconheceu o valor de Xanadu como entretenimento. O respeitado crítico James Berardinelli publicou uma crítica, 26 anos após a estreia do filme, dizendo que "Xanadu pode até não ter atingido as ambições originais de seu diretor mas, ao falhar tão espetacularmente, se tornou algo maior."

## Status Cult
Após o fracasso do filme, pouco se falou sobre ele, até o início de um revival dos anos 80. A trilha sonora foi recuperada em festas do gênero, e o filme caiu no gosto de diversas tribos: a dos fãs de filmes trash (por trazer efeitos considerados bobocas para os dias de hoje), os fãs de camp films (por trazer atuações e roteiros exagerados), fãs dos anos 80 (por ser o grande marco do final da era disco, e antecipar a estética da década) e dos GLS (por trazer a cantora Olivia Newton-John no elenco e pela trilha sonora disco).

## Trilha sonora
A trilha sonora de Xanadu foi um dos grandes sucessos musicais de 1980. Foram lançados 4 singles: Magic, Xanadu, Suddenly, e I'm Alive. Os dois primeiros foram enormes sucessos, enquanto os outros dois tiveram menor repercussão, ainda que bem sucedidos.
A trilha do filme foi composta por John Farrar e Jeff Lynne, e interpretada por Olivia Newton-John e pela banda Electric Light Orchestra. Uma das faixas, Dancin, traz participação da banda The Tubes. Whenever You're Away From Me traz um dueto entre Newton-John e Gene Kelly, e Suddenly' um dueto entre Newton-John e Cliff Richard.
As faixas do disco são:
| Nº | Faixa                        | Intérprete                                    | Produtor    |
| -- | ---------------------------- | --------------------------------------------- | ----------- |
| 1  | Magic                        | Olivia Newton-John                            | John Farrar |
| 2  | Suddenly                     | Olivia Newton-John e Cliff Richard            | John Farrar |
| 3  | Dancin'                      | Olivia Newton-John e The Tubes                | John Farrar |
| 4  | Suspended In Time            | Olivia Newton-John                            | John Farrar |
| 5  | Whenever You're Away From Me | Olivia Newton-John e Gene Kelly               | John Farrar |
| 6  | I'm Alive                    | Electric Light Orchestra                      | Jeff Lynne  |
| 7  | The Fall                     | Electric Light Orchestra                      | Jeff Lynne  |
| 8  | Don't Walk Away              | Electric Light Orchestra                      | Jeff Lynne  |
| 9  | All Over The World           | Electric Light Orchestra                      | Jeff Lynne  |
| 10 | Xanadu                       | Electric Light Orchestra e Olivia Newton-John | Jeff Lynne  |

### B-Sides
Existem 3 músicas Lado-B, inseridas nos singles. Uma é Fool Country (lançada no single de Magic),  uma faixa que mistura hard-rock e country, e outra é Drum Dreams (lançada no single de I'm Alive), uma faixa instrumental. As duas são executadas na cena final do filme. Já You Made Me Love You é uma canção dos anos 40 regravada por Olivia Newton-John, e que é tocada, quase despercebida, antes do número musical Whenever You're Away From Me. Há rumores de que a música iria ser usada em uma cena excluída.
Uma curiosidade sobre Drum Dreams é que ela é, na verdade, uma música composta por Jeff Lynne como parte da trilha incidental. Porém, o trabalho de Lynne nessas faixas foi rejeitado pelos produtores, e um novo compositor, Barry DeVorzon, foi contratado para compor novas músicas.

## Prêmios e indicações

### Prêmios
Framboesa de Ouro
- Pior diretor: Robert Greenwald - 1981

### Indicações
Framboesa de Ouro
- Pior filme: 1981
- Pior ator: Michael Beck - 1981
- Pior atriz: Olivia Newton-John - 1981
- Pior roteiro: 1981
- Pior canção original: 1981
- Pior musical em nossos primeiros 25 anos: 2005

 Young Artist Awards
- Melhor filme para entrenimento familiar: 1981
- Melhor álbum musical para a família: 1981